# Vandenberg Village
Vandenberg Village és una concentració de població designada pel cens dels Estats Units a l'estat de Califòrnia. Segons el cens del 2000 tenia 5.802 habitants.

## Demografia
Segons el cens del 2000, Vandenberg Village tenia 5.802 habitants, 2.304 habitatges, i 1.737 famílies. La densitat de població era de 429,2 habitants/km².
Dels 2.304 habitatges en un 25,3% hi vivien nens de menys de 18 anys, en un 64,8% hi vivien parelles casades, en un 7,8% dones solteres, i en un 24,6% no eren unitats familiars. En el 20,9% dels habitatges hi vivien persones soles l'11,5% de les quals corresponia a persones de 65 anys o més que vivien soles. El nombre mitjà de persones vivint en cada habitatge era de 2,49 i el nombre mitjà de persones que vivien en cada família era de 2,86.
Per edats la població es repartia de la següent manera: un 22% tenia menys de 18 anys, un 5,2% entre 18 i 24, un 22,7% entre 25 i 44, un 25,9% de 45 a 60 i un 24,3% 65 anys o més.
L'edat mediana era de 45 anys. Per cada 100 dones de 18 o més anys hi havia 89,4 homes.
La renda mediana per habitatge era de 58.700 $ i la renda mediana per família de 66.122 $. Els homes tenien una renda mediana de 50.362 $ mentre que les dones 27.969 $. La renda per capita de la població era de 29.838 $. Entorn del 3,8% de les famílies i el 4,8% de la població estaven per davall del llindar de pobresa.

## Poblacions més properes
El següent diagrama mostra les poblacions més properes.